# 新民主主義革命
新民主主義革命（しんみんしゅしゅぎかくめい）とは、中国共産党の毛沢東などの共産主義者が中心に行った中国における革命の第一段階のことである。
この革命の思想的背景となったのが、1940年1月に毛沢東が著した新民主主義論である。この新民主主義論によれば、
1. 今まで政権を握っていた人々を打倒し革命を行う、
2. 革命後は革命の功労者達が、旧政権者に代わって国の独裁的な支配者となる。

としている。さらにこれらの革命家達によって作られる新たな国は社会主義国家であるとしている。よって、革命を成功に導いた毛沢東などの功労者が多い中国共産党は、現在でも中華人民共和国における唯一の政権政党となっているのである。